# Нейолов Матвій Петрович
Нейолов (Неєлов) Матвій Петрович (др. пол. XVIII — пер. пол. XIX ст.) — український землемір.
Посади: Межувальник Азовської межової експедиції (1781-1783), бахмутський повітовий (1784-1793), новомосковський повітовий (1798-1803), катеринославський губернський (1804-1810) землемір.
Чини: Підпоручик (1781-1783), поручик (1784-1786), титулярний радник (1799-1802), колезький асесор (1802-1804), надвірний радник (1806).

## Службова діяльність
Брав участь у знятті на план Решетилівського округу (1786). Був казенним повіреним (представником інтересів держави) при генеральному межуванні Маріупольського і Ростовського повітів (1800).

## Сім'я
Імовірно, батько — Нейолов Петро Іванович.